# Marc-Andrea Hüsler
Marc-Andrea Hüsler (* 24. června 1996 Curych) je švýcarský profesionální tenista hrající levou rukou. Ve své dosavadní kariéře na okruhu ATP Tour vyhrál jeden singlový i deblový turnaj. Na challengerech ATP a okruhu ITF získal sedm titulů ve dvouhře a jedenáct ve čtyřhře.
Na žebříčku ATP byl ve dvouhře nejvýše klasifikován v únoru 2023 na 47. místě a ve čtyřhře v říjnu 2021 na 142. místě. Trénují ho Thiemo Scharfenberger s Jürgem Hüslerem.
Ve švýcarském daviscupovém týmu debutoval v roce 2018 astanským 1. kolem Světové skupiny proti Kazachstánu, v němž prohrál s Lucou Margarolim sobotní čtyřhru a poté vyhrál nedělní dvouhru. Švýcaři odešli poražení 1:4 na zápasy. Do září 2023 v soutěži nastoupil k sedmi mezistátním utkáním s bilancí 4–3 ve dvouhře a 3–1 ve čtyřhře.

## Tenisová kariéra
Na okruhu ATP Tour debutoval říjnovou čtyřhrou Swiss Indoors 2017 v Basileji, do níž obdržel se Srbem Nenadem Zimonjićem divokou kartu. Ve čtvrtfinále podlehli novozélandsko-britským kvalifikantům 
Marcusi Daniellovi a Dominicu Inglotovi. První dvouhru si zahrál na antukovém Swiss Open Gstaad 2018 opět na divokou kartu. V úvodní třísetové bitvě přehrál Španěla Nicoláse Almagra po zisku tiebreaku v závěrečném setu. Poté jej však vyřadil argentinský kvalifikant Facundo Bagnis. Do singlového čtvrtfinále a semifinále premiérově prošel na zářijovém Generali Open Kitzbühel 2020, kde jako 303. hráč světa zvládl kvalifikační soutěž. Výhra nad světovou dvanáctkou a nejvýše nasazeným Fabiem Fogninim ve druhém kole znamenala první vítězství nad členem z elitní světové dvacítky. Poté jej nezastavil ani Španěl Feliciano López, než skončil na raketě podějšího srbského vítěze Miomira Kecmanoviće z konce elitní padesátky žebříčku. V první polovině listopadu 2020 debutoval v Top 150.
První finále na túře ATP proměnil v titul, když s krajanem Dominicem Strickerem vyhráli čtyřhru Swiss Open Gstaad 2021. Ve finále zdolali polské deblisty Szymona Walkówa s Janem Zielińskim ve dvou setech. Dominantní výkon předvedli na podání, kde získali 34 z 35 bodů. Na červnovém Terra Wortmann Open 2022 v Halle poprvé zasáhl do turnaje v kategorii ATP 500. Na travnatém povrchu ale nenašel recept na Američana Mackenzieho McDonalda ze šesté desítky klasifikace. O týden později premiérově postoupil z grandslamové kvalifikace a debut na majorech prožil ve Wimbledonu 2022. Z pětisetového souboje však odešel poražen od Francouze Hugoa Greniera, jenž z kvalifikace postoupil až jako šťastný poražený. Navazující týden přehrál světovou osmadvacítku Holgera Runeho na antukovém Nordea Open 2022 v Båstadu. Přes vyřazení od Djereho se v následném vydání žebříčku ATP z 18. července 2022 poprvé posunul do elitní světové stovky, ze 108. na 99. příčku.
Čtvrtfinále i semifinále si podruhé zahrál na srpnovém Winston-Salem Open 2022, kde zvládl kvalifikační síto. Ve dvouhře postupně vyřadil Mikaela Ymera, jedenáctého nasazeného Ilju Ivašku a britskou turnajovou třináctku Jacka Drapera. Ve Winstonu-Salemu se tak stal čtvrtým semifinalistou, jenž postoupil z kvalifikace. Do souboje o titul jej však nepustil Srb Laslo Djere, s nímž prohrál oba tiebreaky. První singlovou trofej na túře ATP si odvezl z halového Sofia Open 2022. Ve druhém utkání vyřadil světovou čtrnáctku Pabla Carreña Bustu. Na prahu vyřazení se ocitl ve čtvrtfinále, kdy Kamilu Majchrzakovi odvrátil dva mečboly. V semifinále zdolal třicátého muže pořadí Lorenza Musettiho a ve finále pátého nasazeného teenagera Holgera Runeho. V tiebreaku druhé sady přitom soupeř nevyužil dva setboly. Turnaj okruhu ATP Tour ovládl jako první Švýcar od Federerovy výhry na Swiss Indoors 2019. Bodový zisk jej na začátku října 2022 posunul od třicet jedna míst výše, na kariérní maximum 64. místo. V kvalifikačním kole Rolex Paris Masters 2022 oplatil předchozí porážky Djeremu a premiérově tak zasáhl do hlavní soutěže série Masters. Po výhře nad dvanáctým mužem klasifikace, Italem Jannikem Sinnerem však jeho cestu soutěží v hale Bercy ukončil Karen Chačanov. Švýcarsko reprezentoval na úvodním ročníku týmového United Cupu 2023.

## Finále na okruhu ATP Tour
| Legenda                     |
| --------------------------- |
| D – dvouhra; Č – čtyřhra    |
| Grand Slam (0)              |
| Turnaj mistrů (0)           |
| ATP Tour Masters 1000 (0)   |
| ATP Tour 500 (0)            |
| ATP Tour 250 (1–0 D; 1–0 Č) |

### Dvouhra: 1 (1–0)
| Stav  | č. | datum      | turnaj           | povrch    | soupeř ve finále | výsledek       |
| ----- | -- | ---------- | ---------------- | --------- | ---------------- | -------------- |
| Vítěz | 1. | říjen 2022 | Sofie, Bulharsko | tvrdý (h) | Holger Rune      | 6–4, 7–6(10–8) |

### Čtyřhra: 1 (1–0)
| Stav  | č. | datum         | turnaj            | povrch | spoluhráč        | soupeři ve finále           | výsledek      |
| ----- | -- | ------------- | ----------------- | ------ | ---------------- | --------------------------- | ------------- |
| Vítěz | 1. | červenec 2021 | Gstaad, Švýcarsko | antuka | Dominic Stricker | Szymon Walków Jan Zieliński | 6–1, 7–6(9–7) |

## Tituly na challengerech ATP a okruhu ITF
| Legenda                  |
| ------------------------ |
| D – dvouhra; Č – čtyřhra |
| Challengery (5 D; 4 Č)   |
| ITF (2 D; 7 Č)           |

### Dvouhra (7 titulů)
| Č. | datum         | turnaj                   | povrch  | poražený finalista       | výsledek                |
| -- | ------------- | ------------------------ | ------- | ------------------------ | ----------------------- |
| 1. | prosinec 2017 | Metepec, Mexiko          | tvrdý   | Gonzalo Escobar          | 6–3, 6–4                |
| 2. | červen 2018   | Tulsa, Spojené státy     | tvrdý   | Sam Riffice              | 6–4, 6–2                |
| 3. | duben 2019    | San Luis Potosí, Mexiko  | antuka  | Adrián Menéndez Maceiras | 7–5, 7–6(7–3)           |
| 4. | září 2020     | Sibiu, Rumunsko          | antuka  | Tomás Martín Etcheverry  | 7–5, 6–0                |
| 5. | říjen 2020    | Ismaning, Německo        | koberec | Botic van de Zandschulp  | 6–7(3–7), 7–6(7–2), 7–5 |
| 6. | duben 2022    | Ciudad de México, Mexiko | antuka  | Tomás Martín Etcheverry  | 6–4, 6–2                |
| 7. | duben 2022    | Aguascalientes, Mexiko   | antuka  | Juan Pablo Ficovich      | 6–4, 4–6, 6–3           |

### Čtyřhra (11 titulů)
| Č. | datum         | turnaj                                | povrch      | spoluhráč       | poražení finalisté                        | výsledek               |
| -- | ------------- | ------------------------------------- | ----------- | --------------- | ----------------------------------------- | ---------------------- |
| 1. | červenec 2017 | Telfs, Rakousko                       | antuka      | Lukas Ollert    | Pascal Brunner Gavin van Peperzeel        | 7–5, 7–5               |
| 2. | listopad 2017 | Monterrey, Mexiko                     | tvrdý       | Jessy Kalambay  | Gonzalo Escobar Federico Zeballos         | 7–6(7–5), 6–4          |
| 3. | únor 2018     | Oberentfelden, Rakousko               | koberec (h) | Jakub Paul      | Jan Mertl Michael Vrbenský                | 4–6, 7–6(9–7), [10–8]  |
| 4. | březen 2018   | Villers-lès-Nancy, Francie            | tvrdý (h)   | Hugo Voljacques | Dan Added Maxime Tchoutakian              | 7–6(7–4), 7–6(7–3)     |
| 5. | červen 2018   | Winston-Salem, Spojené státy          | tvrdý       | Sem Verbeek     | Trevor Allen Johnson Ronnie Schneider     | 7–6(9–7), 6–1          |
| 6. | červenec 2018 | Saskatoon, Kanada                     | tvrdý       | Sem Verbeek     | Alexis Galarneau Benjamin Sigouin         | 6–3, 6–3               |
| 1. | červenec 2018 | Winnipeg, Kanada                      | tvrdý       | Sem Verbeek     | Marcel Granollers Gerard Granollers       | 6–7(5–7), 6–3, [14–12] |
| 7. | srpen 2018    | Sion, Švýcarsko                       | antuka      | Jakub Paul      | Juan Pablo Ficovich Tomás Lipovšek Puches | 6–3, 6–4               |
| 2. | únor 2019     | Morelos, Mexiko                       | tvrdý       | André Göransson | Gonzalo Escobar Luis David Martínez       | 6–3, 3–6, [11–9]       |
| 3. | říjen 2020    | Hamburk, Německo                      | tvrdý (h)   | Kamil Majchrzak | Lloyd Glasspool Alex Lawson               | 6–3, 1–6, [20–18]      |
| 4. | únor 2021     | Potechefstroom, Jihoafrická republika | tvrdý       | Zdeněk Kolář    | Peter Polansky Brayden Schnur             | 6–4, 2–6, [10–4]       |